# Lockwood Ø
Lockwood Ø är en ö i Avannaarsua på Grönland. Den hade inga invånare år 2005.